# 17074 Shreshth
A 17074 Shreshth (ideiglenes jelöléssel (17074) 1999 GQ36) a Naprendszer kisbolygóövében található aszteroida. A LINEAR projekt keretében fedezték fel 1999. április 12-én.